# Карбони, Эсекьель
Эсекьель Алехо Карбони (исп. Ezequiel Alejo Carboni; род. 4 апреля 1979, Буэнос-Айрес) — аргентинский футболист, выступавший на позиции опорного полузащитника, тренер.

## Биография
Эсекьель Карбони — воспитанник клуба «Ланус». Он дебютировал в основном составе команды в 1998 году и выступал за клуб до 2005 года, проведя 189 матчей и забив 2 гола. В течение 5 сезонов Карбони являлся капитаном команды.
Летом 2005 года Карбони перешёл в австрийский «Ред Булл», подписав контракт на 3 года. Сумма трансфера составила 1 млн евро. В составе «Ред Булла» Карбони провёл 3 сезона. В 2007 году он стал с клубом чемпионом Австрии. В том же году он дебютировал в Лиге чемпионов, где его команда победила украинский «Шахтёр» 1:0.
7 июня 2008 года Карбони, в статусе свободного агента, перешёл в итальянский клуб «Катания», подписав контракт на 3 года. В начале своего первого сезона Карбони был травмирован, но к ноябрю восстановился и стал твёрдым игроком основы «Катании».
Завершил карьеру футболиста в 2011 году в «Банфилде». Долгое время работал в тренерском штабе «Лануса». Возглавил родной клуб в 2018 году.

## Международная карьера
Карбони выступал за сборную Аргентины до 21 года, в составе которой он стал чемпионом Южной Америки в 1998 году.
В 2007 году Карбони, выступая в Австрии, высказывал желание принять австрийского гражданство и выступать за сборную этой страны.

## Достижения
- Чемпион Австрии (1): 2007